# Campionato europeo maschile under 19 di calcio 2016
Il campionato europeo di calcio Under-19 2016 è stata la 64ª edizione del torneo organizzato dalla UEFA. Al torneo hanno potuto partecipare solo i giocatori nati dopo il 1º gennaio 1997.
Svoltosi in Germania dall'11 al 24 luglio 2016, si è concluso con la vittoria della Francia, che ha battuto nella finale disputata alla Wirsol Rhein-Neckar-Arena di Sinsheim l'Italia per 4-0. La Francia si è laureata così campione d'Europa Under-19 per l'ottava volta.
Le semifinaliste e la vincente dello spareggio tra le terze classificate ai gironi hanno avuto accesso al campionato mondiale di calcio Under-20 2017, in Corea del Sud. A differenza delle precedenti edizioni, i posti per il mondiale sono stati ridotti da 6 a 5, dopo la decisione presa dalla FIFA di assegnare un posto alla Oceania Football Confederation.

## Qualificazioni
Il turno di qualificazione si è disputato nell'inverno 2015: 52 rappresentative sono state divise in 13 gironi di 4 squadre. Si sono qualificate al turno Elite le prime due di ogni girone più la migliore terza, escludendo il risultato della partita contro l'ultima classificata del proprio girone. La Germania è qualificata automaticamente.
Nel turno Elite, disputato nella primavera 2016, le 28 squadre rimaste sono state divise in sette gironi, le vincenti di ognuno hanno ottenuto il diritto di partecipare alla fase finale del torneo.

## Stadi
Per la fase finale, sono stati selezionati 10 stadi in 9 città dello stato federato del Baden-Württemberg:
| Aalen                    | Aspach                     | Heidenheim                  | Mannheim                    | Reutlingen                |
| ------------------------ | -------------------------- | --------------------------- | --------------------------- | ------------------------- |
| Scholz-Arena             | Mechatronik Arena          | Voith-Arena                 | Carl-Benz-Stadion           | Stadion an der Kreuzeiche |
| 48°50′26″N 10°04′20″E    | 48°58′49.75″N 9°23′34.82″E | 48°40′06.55″N 10°08′21.53″E | 49°28′46″N 8°30′09″E        | 48°28′43″N 9°11′24″E      |
| Capacità: 14 500         | Capacità: 10 000           | Capacità: 15 000            | Capacità: 27 000            | Capacità: 15 228          |
| Scholz Arena             | Mechatronik Arena          | Voith-Arena                 | Carl-Benz-Stadion           | Stadion an der Kreuzeiche |
| Sandhausen               | Sinsheim                   | Stoccarda                   | Stoccarda                   | Ulma                      |
| Hardtwaldstadion         | Wirsol Rhein-Neckar-Arena  | Mercedes-Benz Arena         | Gazi-Stadion auf der Waldau | Donaustadion              |
| 49°19′55.5″N 8°38′51.6″E | 49°14′17.1″N 8°53′15.4″E   | 48°47′32.17″N 9°13′55.31″E  | 48°45′14.2″N 9°11′18.3″E    | 48°24′16″N 10°00′35″E     |
| Capacità: 15 300         | Capacità: 30 150           | Capacità: 60 449            | Capacità: 11 490            | Capacità: 19 500          |
| Hardtwaldstadion         | Wirsol Rhein-Neckar-Arena  | Mercedes-Benz Arena         | Gazi-Stadion auf der Waldau | Donaustadion              |

## Squadre qualificate
| Pr. | Squadra     | Data di qualificazione certa | Partecipante in quanto                                         | Ultima presenza |
| --- | ----------- | ---------------------------- | -------------------------------------------------------------- | --------------- |
| 1   | Germania    | 20 marzo 2012                | Nazione organizzatrice della fase finale                       | Grecia 2015     |
| 2   | Croazia     | 28 marzo 2016                | 1ª classificata nel Gruppo 5 del turno Elite di qualificazione | Estonia 2012    |
| 3   | Inghilterra | 29 marzo 2016                | 1ª classificata nel Gruppo 1 del turno Elite di qualificazione | Estonia 2012    |
| 4   | Austria     | 29 marzo 2016                | 2ª classificata nel Gruppo 3 del turno Elite di qualificazione | Grecia 2015     |
| 5   | Paesi Bassi | 29 marzo 2016                | 1ª classificata nel Gruppo 4 del turno Elite di qualificazione | Grecia 2015     |
| 6   | Portogallo  | 29 marzo 2016                | 1ª classificata nel Gruppo 6 del turno Elite di qualificazione | Ungheria 2014   |
| 7   | Francia     | 29 marzo 2016                | 1ª classificata nel Gruppo 7 del turno Elite di qualificazione | Grecia 2015     |
| 8   | Italia      | 30 marzo 2016                | 1ª classificata nel Gruppo 2 del turno Elite di qualificazione | Francia 2010    |

## Fase a gironi

### Regolamento
Le prime due squadre di ogni girone si qualificano alle semifinali del torneo e al campionato mondiale Under-20 2017, le terze classificate invece accedono ad uno spareggio di qualificazione alla già citata rassegna mondiale.
Se due o più squadre dello stesso girone sono a pari punti al termine della fase a gironi, per determinare la classifica si applicano i seguenti criteri nell'ordine indicato:
- maggior numero di punti nelle partite disputate fra le squadre in questione (scontri diretti);
- miglior differenza reti nelle partite disputate fra le squadre in questione;
- maggior numero di gol segnati nelle partite disputate fra le squadre in questione.

Se alcune squadre sono ancora a pari merito dopo aver applicato questi criteri, essi vengono riapplicati esclusivamente alle partite fra le squadre in questione per determinare la classifica finale.
Se la suddetta procedura non porta a un esito, si applicano i seguenti criteri:
- miglior differenza reti in tutte le partite del girone;
- maggior numero di gol segnati in tutte le partite del girone;
- migliore condotta fair play al torneo, calcolata partendo da 10 punti per squadra, che vengono decurtati in questo modo:
  1. ogni ammonizione: un punto;
  2. ogni doppia ammonizione o espulsione: tre punti;
  3. ogni espulsione diretta dopo un'ammonizione: quattro punti;
- sorteggio.

Se due squadre che hanno lo stesso numero di punti e lo stesso numero di gol segnati e subiti si sfidano nell'ultima partita del girone e sono ancora a pari punti al termine della giornata, la classifica finale viene determinata tramite i tiri di rigore, purché nessun'altra squadra del girone abbia gli stessi punti al termine della fase a gironi.
| Legenda                                                                       |
| ----------------------------------------------------------------------------- |
| Qualificate alla semifinale e al campionato mondiale Under-20 2017            |
| Ammesse allo spareggio di qualificazione al campionato mondiale Under-20 2017 |

### Girone A

#### Classifica
| Pos. | Squadra    | Pt | G | V | N | P | GF | GS | DR |
| ---- | ---------- | -- | - | - | - | - | -- | -- | -- |
| 1.   | Portogallo | 5  | 3 | 1 | 2 | 0 | 6  | 5  | +1 |
| 2.   | Italia     | 5  | 3 | 1 | 2 | 0 | 3  | 2  | +1 |
| 3.   | Germania   | 3  | 3 | 1 | 0 | 2 | 6  | 5  | +1 |
| 4.   | Austria    | 2  | 3 | 0 | 2 | 1 | 2  | 5  | -3 |

#### Risultati
| Arbitro: | Hernández |

|  |           |                    |
|  | Marcatori | 78’ (rig.) Dimarco |

| Arbitro: | Reinshreiber |

|                 |           |               |
| Pedro Empis 53’ | Marcatori | 10’ Jakupovic |

| Arbitro: | Ağayev |

|               |           |              |
| Locatelli 24’ | Marcatori | 21’ Schlager |

| Arbitro: | Vertenten |

|                                    |           |                                                       |
| Ochs 12’, 68’ (rig.), 90+3’ (rig.) | Marcatori | 37’ Abubakar 48’ Gonçalo Rodrigues 70’ Silva 73’ Buta |

| Arbitro: | Zhabchenko |

|  |           |                                  |
|  | Marcatori | 50’ Neumann 52’ Teuchert 87’ Gül |

| Arbitro: | Petrescu |

|                    |           |          |
| Dimarco 15’ (rig.) | Marcatori | 86’ Buta |

### Girone B

#### Classifica
| Pos. | Squadra     | Pt | G | V | N | P | GF | GS | DR |
| ---- | ----------- | -- | - | - | - | - | -- | -- | -- |
| 1.   | Inghilterra | 9  | 3 | 3 | 0 | 0 | 6  | 3  | +3 |
| 2.   | Francia     | 6  | 3 | 2 | 0 | 1 | 8  | 3  | +5 |
| 3.   | Paesi Bassi | 3  | 3 | 1 | 0 | 2 | 5  | 8  | -3 |
| 4.   | Croazia     | 0  | 3 | 0 | 0 | 3 | 2  | 7  | -5 |

#### Risultati
| Arbitro: | Zhabchenko |

|             |           |                               |
| Brekalo 43’ | Marcatori | 17’, 85’ Bergwijn 33’ Lammers |

| Arbitro: | Petrescu |

|              |           |                               |
| Augustin 33’ | Marcatori | 3’ (aut.) Michelin 9’ Solanke |

| Arbitro: | Reinshreiber |

|             |           |                         |
| Lammers 10’ | Marcatori | 36’ Solanke 90+2’ Brown |

| Arbitro: | Hernández |

|  |           |                         |
|  | Marcatori | 37’ Augustin 69’ Mbappé |

| Arbitro: | Vertenten |

|                  |           |                                        |
| Nouri 36’ (rig.) | Marcatori | 10’, 63’ Mbappé 29’, 48’, 75’ Augustin |

| Arbitro: | Ağayev |

|                            |           |          |
| Brown 4’ Anočić 10’ (aut.) | Marcatori | 58’ Moro |

## Fase a eliminazione diretta
|  | Semifinali | Semifinali  | Semifinali |        |         | Finale  | Finale | Finale |  |
|  |            |             |            |        |         |         |        |        |  |
|  | 1A         | Portogallo  | 1          |        |         |         |        |        |  |
|  | 1A         | Portogallo  | 1          |        |         |         |        |        |  |
|  | 2B         | Francia     | 3          |        |         |         |        |        |  |
|  | 2B         | Francia     | 3          |        | Francia | Francia | 4      |        |  |
|  |            |             |            |        | Francia | Francia | 4      |        |  |
|  |            |             | Italia     | Italia | 0       |         |        |        |  |
|  | 1B         | Inghilterra | Italia     | Italia | 0       | 1       |        |        |  |
|  | 1B         | Inghilterra |            |        |         |         |        |        |  |
|  | 2A         | Italia      | 2          |        |         |         |        |        |  |

### Spareggio per l'accesso al Mondiale Under-20 2017
| Arbitro: | Hernández |

|                                            |                      |                                                    |
| Ochs 44’ Serdar 90+3’ Mehlem 96’           | Marcatori            | 81’ Nouri 88’ van der Heijden 111’ Lammers         |
| Ochs Gül Mittelstädt Conde Gimber Henrichs | Tiri di rigore 5 – 4 | Verdonk Lammers van der Heijden Rosario Nouri Vlap |

Qualificate al mondiale Under-20 2017
- Portogallo
- Inghilterra
- Italia
- Francia
- Germania

### Semifinali
| Arbitro: | Reinshreiber |

|                   |           |                         |
| Picchi 85’ (aut.) | Marcatori | 27’ (rig.), 60’ Dimarco |

| Arbitro: | Petrescu |

|                  |           |                          |
| Pedro Pacheco 3’ | Marcatori | 10’ Blas 67’, 75’ Mbappé |

### Finale
| Arbitro: | Ağayev |

|                                             |           |  |
| Augustin 6’ Blas 19’ Tousart 82’ Diop 90+2’ | Marcatori |  |

| Francia | Italia |

| P               | 1  | Paul Bernardoni     |     |       |
| DD              | 13 | Clément Michelin    | 84’ |       |
| DC              | 4  | Jérôme Onguéné      |     |       |
| DC              | 5  | Issa Diop           | 49’ |       |
| DS              | 15 | Faitout Maouassa    |     |       |
| CD              | 12 | Ludovic Blas        |     | 81’   |
| CC              | 17 | Denis-Will Poha     |     | 85’   |
| CC              | 8  | Lucas Tousart (c)   |     |       |
| CS              | 11 | Kylian Mbappé       |     |       |
| AD              | 14 | Amine Harit         |     | 90+1’ |
| AS              | 7  | Jean-Kévin Augustin |     |       |
| Sostituzioni:   |    |                     |     |       |
| DC              | 6  | Jérémy Gélin        |     | 81’   |
| AC              | 10 | Marcus Thuram       |     | 85’   |
| CC              | 18 | Jeando Fuchs        |     | 90+1’ |
| CT:             |    |                     |     |       |
| Ludovic Batelli |    |                     |     |       |

| P             | 1  | Alex Meret          |     |     |
| DD            | 2  | Davide Vitturini    | 41’ |     |
| DC            | 5  | Filippo Romagna (c) |     |     |
| DC            | 15 | Mauro Coppolaro     |     |     |
| DS            | 3  | Federico Dimarco    |     |     |
| CD            | 18 | Paolo Ghiglione     |     | 78’ |
| CC            | 4  | Nicolò Barella      | 33’ |     |
| CC            | 6  | Manuel Locatelli    | 80’ |     |
| CS            | 8  | Alberto Picchi      |     | 46’ |
| AD            | 9  | Andrea Favilli      | 84’ |     |
| AS            | 10 | Simone Minelli      |     | 56’ |
| Sostituzioni: |    |                     |     |     |
| AS            | 16 | Patrick Cutrone     |     | 46’ |
| AD            | 7  | Simone Edera        |     | 56’ |
| CC            | 11 | Francesco Cassata   | 86’ | 78’ |
| CT:           |    |                     |     |     |
| Paolo Vanoli  |    |                     |     |     |

## Classifica marcatori
6 reti
- Jean-Kévin Augustin

5 reti
- Kylian Mbappé

4 reti
- Philipp Ochs (2 rig.)
- Federico Dimarco (3 rig.)

3 reti
- Sam Lammers

2 reti
- Ludovic Blas
- Isaiah Brown

- Dominic Solanke
- Steven Bergwijn

- Abdelhak Nouri (1 rig.)
- Buta

1 rete
- Arnel Jakupovic
- Xaver Schlager
- Josip Brekalo
- Nikola Moro
- Lucas Tousart
- Issa Diop

- Gökhan Gül
- Marvin Mehlem
- Phil Neumann
- Suat Serdar
- Cedric Teuchert
- Manuel Locatelli

- Dennis van der Heijden
- Asumah Abubakar
- Pedro Empis
- Pedro Pacheco
- Gonçalo Rodrigues
- Xande Silva

Autoreti
- Silvio Anočić (1 pro  Inghilterra)
- Clément Michelin (1 pro  Inghilterra)
- Alberto Picchi (1 pro  Inghilterra)